# 瓦房店电灯
瓦房店电灯株式会社是1914年设立于瓦房店满铁附属地的合资供电公司。

## 背景
瓦房店满铁附属地1907年时有日本人374户、793人，中国人30户、196人；1914年时有日本人434户、1,241人，中国人333户、1,158人。:280
熊岳城满铁附属地规模不及瓦房店附属地，但有熊岳城温泉的住宿、餐饮等设施。1921年起熊岳城温泉旅馆自行设置了发电设备以供运营。:300,301

## 设立
公司设立于1914年，发起者是时任满铁瓦房店支店经理係主任横田多喜助（1926年南满洲电气创设之时，任其专务取缔役）。他与10名日本企业家、4名中国企业家共同创立了瓦房店电灯株式会社，横田作为满铁职员兼任瓦房店电灯的社长。公司设立时资本金为5万日元，其中满铁出资55%，剩余股份自瓦房店附属地居民筹集。满铁在此公司设立时以实物（发电用蒸汽机、汽罐等）资助，为今后同类公司设立时的资助首开先河:225。每年3月、9月决算:178。1926年南满洲电气成立后满铁将所持瓦房店电灯的股份让渡给了南满洲电气。:86
公司总部位于瓦房店满铁附属地东街第一区:226（1930年时为常盘街5番地:230），设立时有日本从业员6名，中国从业员7名。:282

## 沿革
1914年10月3日，公司的临时事务所设立于满铁瓦房店地方事务所内。10月15日，公司在牛庄的日本领事馆注册。10月31日，瓦房店电灯与复县知事苏鼎铭签订向瓦房店的中国市区供电的合约:225。12月5日，公司获得了关东都督府的经营许可。12月7日，位于满铁瓦房店站机关库内的发电所落成，同日开始供电营业。:282
1924年瓦房店电灯在熊岳城设立了支店。1928年4月15日，瓦房店电灯改从南满洲电气受电，瓦房店发电所让渡给满铁，改设变电所:178。该公司长期维持稳定的盈利状态。:86:282
1936年末时资本金仍为50,000日元，但满洲电业投资额有127,500日元；从业员有日本人17名、满洲国人7名。:264,265自大连受电，供电范围为瓦房店、田家、王家、得利寺、松树、万家岭、许家屯、九塞。:1073

### 熊岳城支店
熊岳城温泉旅馆在1921年6月设置了发电设备自用。1922年在预备改造发电设备时，关于满铁资助资金之事，旅馆方与满铁交涉，满铁瓦房店地方事务所决定将之作为南满洲电气熊岳城支店来经营。1923年6月，南满洲电气从关东厅获得了在熊岳城附属地经营供电事业的许可和施工许可，1924年2月18日发电配电设备落成，23日开始供电营业。:301,302
1925年，熊岳城支店计划向满铁附属地以外的熊岳城送电，但未能获得奉系当局的许可。1931年9月发生九一八事变，时局变化，同年12月熊岳城支店开始向熊岳城送电。1933年12月，熊岳城发电站关闭，改从大石桥电灯株式会社盖平变电所受电。:265,266
支店位于熊岳城附属地南区外:234。1928年时有从业人员日本人3人，中国人5人。:3021937年5月时有日本人3人，满洲国人5人。:267如前所述，自大石桥电灯的盖平受电，供电范围为熊岳城、芦家屯、沙岗。:1073